# Косарев, Валерий Евгеньевич
Валерий Евгеньевич Косарев, (укр. Валерій Євгенович Косарєв; 21 июня 1957, Ялта, Крымская область — 18 декабря 2024) — украинский и российский политик, муниципальный и государственный деятель. Депутат Верховного Совета Автономной республики Крым VI созыва в 2010—2014 годах. Глава муниципального образования городской округ Ялта Республики Крым с 2014 по 2016 год.

## Биография
Родился 21 июня 1957 года в Ялте. В 1973 году окончил ГПУ № 21 города Ялта, в 1975 году — Ялтинскую заочную среднюю школу. Трудовую деятельность начал в июле 1973 года плиточником третьего разряда строительного управления № 31 Ялтаспецстрой. С февраля 1974 года по май 1976 года — разнорабочий Ялтинских художественно-производственных мастерских. С 1976 года по 1978 год — служба в Вооружённых Силах СССР в Тбилиси Грузинской ССР. С августа по ноябрь 1978 года — наполнитель баллонов на Киевском заводе углекислоты. С августа 1979 года по июнь 1984 года — студент Киевского государственного университета им. Т. Г. Шевченко. С августа 1984 года по 1997 год — учитель географии, директор Ялтинской средней школы № 6. С 1997 года по ноябрь 2010 года — директор Украинско-российского гуманитарно-экономического колледжа. С 2001 года по июнь 2010 года — директор (по совместительству) Ялтинского филиала Европейского университета. С ноября 2010 года по 16 февраля 2011 года — председатель Постоянной комиссии Верховной Рады Автономной Республики Крым по науке и образованию. С 16 февраля 2011 года — Председатель Постоянной комиссии по образованию, науке, делам молодёжи и спорту. Депутат Ялтинского городского совета І, ІІ, ІІІ созывов с 1992 по 2002 год. Кандидат в мастера спорта по тяжёлой атлетике. Председатель Ялтинской федерации художественной гимнастики.
С 1984 по 2010 год проработал в сфере образования на разных должностях: от учителя до директора университетского филиала.
Валерий Косарев избирался депутатом Ялтинского городского совета с 1991 по 2002 годы. В середине 2000-х сопредседатель Российского народного вече Симферополя. В 2010 году он был избран депутатом Верховного Совета Автономной республики Крым VI созыва, где занимал пост председателя постоянной комиссии по образованию, науке, делам молодежи и спорту. Был членом Партии регионов.
После аннексии Крыма Россией Валерий Косарев в сентябре 2014 года был избран депутатом Ялтинского горсовета по единому списку от партии «Единая Россия». В результате тайного голосования его кандидатуру и поддержали все 27 депутатов, получивших бюллетени. Затем он возглавил депутатский корпус и занял пост председателя Ялтинского городского совета.
11 ноября 2016 года, на внеочередной сессии Ялтинского горсовета, депутаты поддержали заявление Валерия Косарева об отставке с должности председателя городского совета. Однако Косарев остался в горсовете работать депутатом По информации издания Крым.Реалии, он уволился принудительно из-за затяжного конфликта с главой администрации Ялты Андреем Ростенко.
«Но он уважаемый человек, много сделал для города. Им было принято такое решение, и мы не имеем право его не одобрить», — сказал его преемник на должности Роман Деркач.
Валерий Косарев досрочно сложил с себя депутатские полномочия 18 января 2018 года. За это решение проголосовало 19 депутатов. По сообщениям источников он будет работать советником спикера крымского парламента Владимира Константинова.
Советник спикера Госсовета Валерий Косарев 24 апреля 2018 года представил в Симферополе свою книгу «Крымский выбор» о аннексии Крыма Россией, изданную при поддержке фонда «Историческая память». На презентацию, которая прошла в «Книжной лавке писателей», собрались журналисты, студенты и учащиеся, ветераны Народного ополчения Крыма. «Мне хотелось рассказать о событиях периода исхода зимы и ранней весны 2014 года, свидетелем и участником которых был сам. О том, как и почему жителями полуострова был сделан «крымский выбор» — именно такое название получила книга», — пояснил автор и добавил, что в сборник также вошли воспоминания его коллег по крымскому парламенту и тех, кто был рядом с ним в дни событий, а также серия очерков о «политическом закулисье» того времени, ранее опубликованных Крыминформом.
Умер 18 декабря 2024 года в возрасте 67 лет.

## Награды
- Орден «За верность долгу» (13 марта 2015) — за особые заслуги при выполнении служебного и гражданского долга, безупречное исполнение служебных обязанностей, мужество, самоотверженность и инициативу, проявленные в период организации и проведения общекрымского референдума.
- Решением 68-й сессии Ялтинского городского совета 1-го созыва от 21.06.2018 № 12, за большой личный вклад в развитие муниципального образования городской округ Ялта Республики Крым, Валерию Евгеньевичу Косареву было присвоено звание «Почётный гражданин Ялты»[8].